# خاندان سوگا

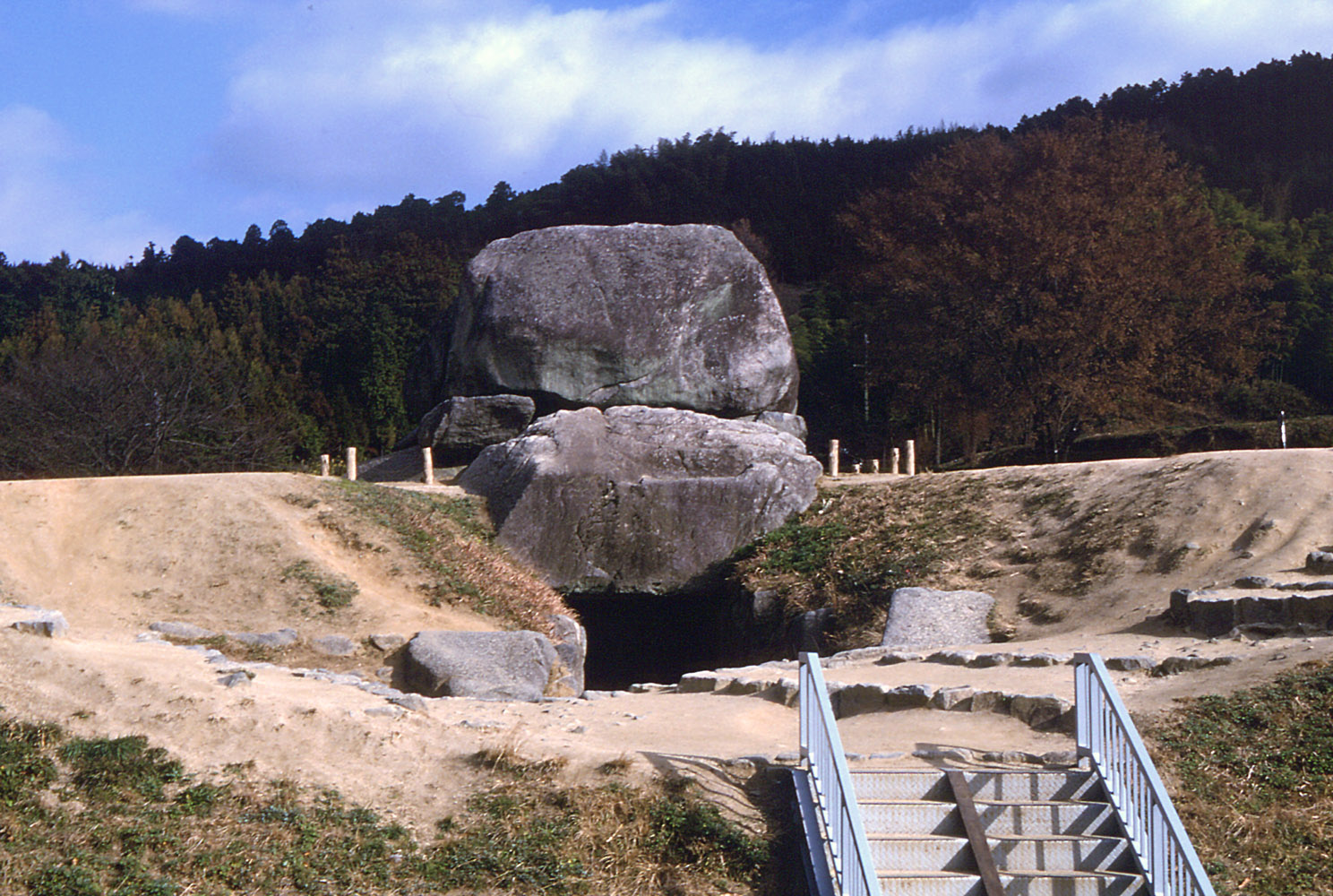
ایشی بوتای کوفون احتمالاً مقبره احتمالی سوگا نو اوماکو می‌باشد.

خاندان سوگا (蘇我氏 Soga uji) یکی از قدرتمندترین خاندان‌ها در دوره کوفون و دوره آسوکا در ژاپن بود. این خاندان نقش مهمی در گسترش آیین بودا در ژاپن داشت. در طول قرن پنجم و ششم میلادی و برای چندین نسل کسب مقام او-اومی (وزیر اعظم) امپراتور در انحصار این خاندان بود.